# Bredevoort
Bredevoort (Nedersaksisch: Brevoort) is een voormalige heerlijkheid en vestingstadje en was tot 1 januari 1818 een zelfstandige gemeente. Bredevoort is sindsdien gelegen in de gemeente Aalten in de Gelderse Achterhoek. Het heeft de titel Boekenstad vanwege de antiquariaten en tweedehandsboekwinkels. Bredevoort heeft 1.475 inwoners.

## Herkomst naam
De naam Bredevoort is afgeleid van het woord voorde (Germaans: furdu, Oudsaksisch: foort(h)) dat oorspronkelijk "doorgang" of "doorwaadbare plaats" betekende. In dit geval gaat het om een brede doorgang, een zandrug door het moerasgebied. Ook de naam van de stad Bradford in het Verenigd Koninkrijk is hiervan afgeleid.

## Geschiedenis
Aan het eind van een zandrug werd het Kasteel Bredevoort gebouwd dat later met een voorburcht werd uitgebreid en zich uiteindelijk ontwikkelde tot een versterkte vestingstad. Dit is nog steeds te zien aan het Bastion Welgemoed waarop de molen "De Prins van Oranje" staat en een deel van de stadsgracht, restanten van de vestingwerken van Bredevoort. De vroegst bekende schriftelijke vermelding als Castrum Breidervort komt voor op de lijst met bezittingen van Filips I van Heinsberg, aartsbisschop van Keulen uit 1188, die in die tijd drie aandelen van het kasteel Bredevoort bezit. Onder de heerlijkheid Bredevoort vielen naast het kasteel met voorburg Bredevoort, ook de dorpen Aalten, Dinxperlo en Winterswijk met hun buurtschappen. Na Herman en Johan van Bredevoort erfden de graaf van Lohn en de graaf van Steinfurt ieder een deel van de Heerlijkheid.

### Munt- en stadsrechten

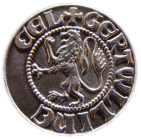
Kwart Groten, geslagen in Bredevoort (replica)

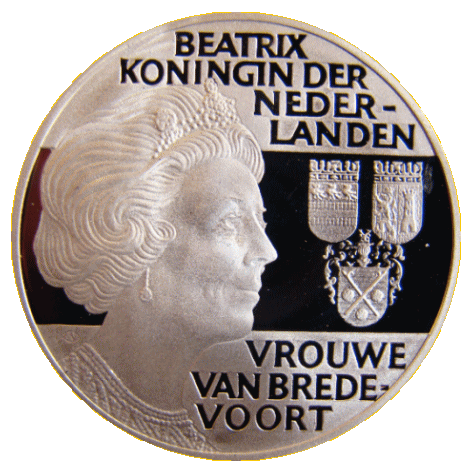
Beatrix vrouwe van Bredevoort

Toen de graaf van Steinfurt zijn deel verkocht aan Engelbert II van Berg de bisschop van Münster en de graaf van Lohn zijn deel overgaf aan Otto I van Gelre de graaf van Gelre, begon de strijd om het gehele bezit van de heerlijkheid tussen Münster en Gelre. Die strijd duurde twee eeuwen. Vanaf 1326 kwam Bredevoort feitelijk onder Gelders beheer. In 1350 kreeg Bredevoort muntrecht. De muntheer was kastelein Gerard Vullinc. Vullinc liet omstreeks 1350 op eigen naam 'kwart groten' slaan naar het voorbeeld van de munten van Reinald II van Gelre (1326 – 1343). Willem III van Gulik de hertog van Gelre verpandt in 1388 de heerlijkheid aan Hendrik III van de Rijksheerlijkheid Gemen, wiens zoon en kleinzoon ook pandheer van Bredevoort waren. In 1388 kreeg Bredevoort stadsrechten. Tussen 1492 en 1526 was de graaf van Steinfurt pandheer, waarna het bestuur weer rechtstreeks onder de Gelderse hertog kwam, totdat de laatste werd verslagen door keizer Karel V, die daardoor Heer van Bredevoort werd. Maarten van Rossum was tot zijn dood pandheer van Bredevoort zowel onder de laatste hertog als onder Keizer Karel V.

### Huis van Oranje
Na Karel V werd koning Filips II heer van Bredevoort en hij gaf de heerlijkheid in 1562 in pand aan Dirk van Bronkhorst-Batenburg. Het valt vanaf dat moment bestuurlijk onder de Heerlijkheid Anholt. In 1572 begint voor Bredevoort de Tachtigjarige Oorlog en werd de stad kortstondig door de Geuzen ingenomen, de Geuzen vluchtten echter voor de komst van Don Frederik en plunderden voor de aftocht het kasteel en de kerken. Bredevoort krijgt een Spaans garnizoen. In 1597 werd Bredevoort belegerd en ingenomen door het Staatse leger onder leiding van Maurits van Nassau, de latere prins van Oranje, waarna het stadje ten prooi viel aan een stadsbrand. Het beleg was onderdeel van Maurits' veldtocht van 1597, Maurits' succesvolle offensief tegen de Spanjaarden in het oosten van de Republiek. Na de afzwering van Filips II werden de Staten van Gelre 'Heer van Bredevoort' en die stelden in 1612 Maurits aan als pandheer, waarvoor hij 50.000 goudguldens betaalde. In 1606 probeerde een Spaans leger Bredevoort bij verrassing in te nemen, maar de stad werd ontzet door Frederik Hendrik graaf van Nassau, eveneens een latere prins van Oranje, waarna de middeleeuwse stadsmuren vervangen werden door moderne vestingwerken naar ontwerp van Adriaen Anthonisz. In 1697 werd de Heerlijkheid door de Staten van Gelre cadeau gedaan aan koning-stadhouder Willem III. Zo kwam de heerlijkheid geheel in bezit van de Nassaus. Tot de Bataafse Revolutie in 1795 bleef de heerlijkheid een persoonlijk bezit van de Oranjes. Nadien bleef alleen de titel "Heer van Bredevoort" behouden. Een van de titels van Willem-Alexander is daardoor nog steeds Heer van Bredevoort. Zie Titels van de Nederlandse koninklijke familie.

### Kruittorenramp
Bij de Kruittorenramp in 1646 sloeg de bliksem in de kruittoren, waardoor het kasteel ontplofte en diverse mensen omkwamen. Hieronder bevonden zich de drost Haersolte van Bredevoort en zijn gezin. Slechts een zoon, Anthonie, was op dat moment niet thuis en overleefde de ramp. Ook de vader van Hendrickje Stoffels, Stoffel Jegers en haar broer Berent kwamen naar verluidt hierbij om, wat waarschijnlijk de reden was voor haar vertrek naar Amsterdam, waar zij dienstmeid werd van de schilder Rembrandt van Rijn. 

### Tweede Wereldoorlog
In Bredevoort waren in 1939 vrij veel bewoners aangesloten bij de NSB, in de gemeente Aalten bedroeg het percentage stemmers 7,7% waarvan 26,3% afkomstig uit Bredevoort. Vanaf begin 1942 moeten ook de Bredevoortse burgers voor dwangarbeid naar Duitsland. In het voorjaar van 1943 werden de klokken uit de kerktorens gehaald, waarbij een monumentale klepklok uit 1454 in Bredevoort mocht blijven, drie klokken uit de Sint-Georgiuskerk zijn nooit teruggekomen.
De laatste twee weken van maart 1945 zijn de meest angstige geweest, het front kwam steeds dichterbij. Bocholt werd gebombardeerd. Aanvankelijk leek het erop dat de Duitsers zich nog wilden ingraven. De vluchtende Duitsers bliezen daarbij (op twee na) alle bruggen over de Slinge- en Schaarsbeek op en staken hun munitie in brand waarbij een boerderij in vlammen opging en een auto opgeblazen werd. Die dag trokken bewoners met oranje vlaggen door de straten en zongen het Wilhelmus. De bevrijding op 31 maart 1945 was een feit.

### Boekenstad
Omstreeks 1990 kampte Bredevoort met leegstand en een kwijnende middenstand. In een poging het tij te keren is vervolgens het plan opgevat een Boekenstad van Bredevoort te maken. Na werkbezoeken aan de boekensteden Hay-on-Wye (Wales) en Redu (België) en een peiling onder mogelijke belangstellenden werd het project Bredevoort Boekenstad gestart met als doel het weer meer leefbaar maken van de historische kern Bredevoort. Dat leidde er uiteindelijk toe dat Bredevoort in 1993 daadwerkelijk een boekenstad werd met talloze antiquariaten en boekenmarkten. In de loop van de tijd verplaatste een groot deel van de handel naar het internet, waardoor het aantal antiquariaten afnam. Op het hoogtepunt waren er bijna dertig boekenwinkels, anno 2015 waren daar er nog zo'n zes van over. Daarentegen zijn er nu wel meerdere boekenmarkten per jaar. Na 2015 fungeert de voormalige Koppelkerk, omgebouwd tot cultureel centrum en Boekencafé, als het centrum van de talloze boekenactiviteiten. Sindsdien is er ook meer aandacht voor de historie, kunst en cultuur in Bredevoort.
Centrumkaart van Bredevoort

## Bezienswaardigheden

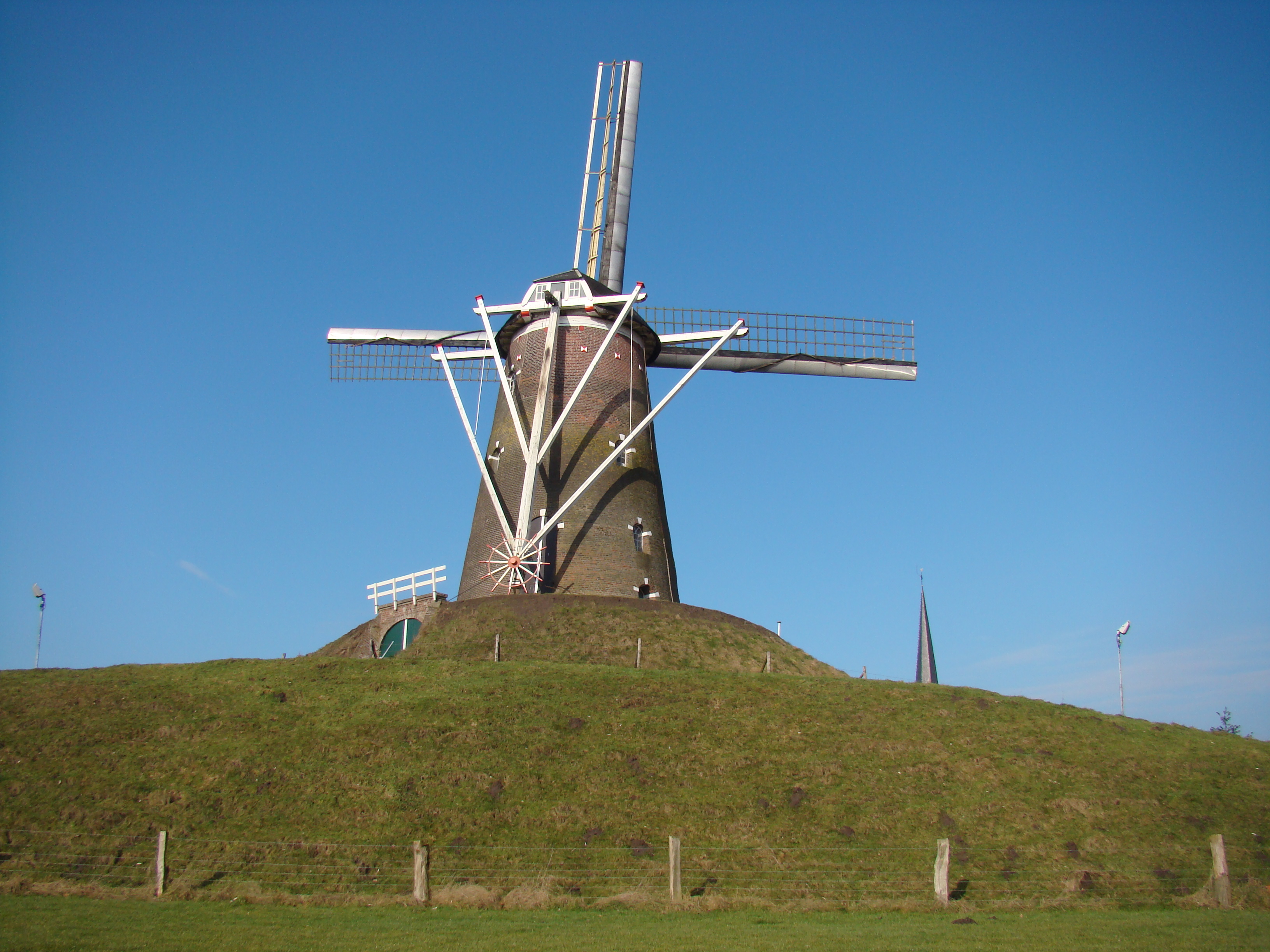
Walkorenmolen De Prins van Oranje

- St. Joriskerk, laatgotische kerk met rococo-preekstoel uit 1672
- Sint-Georgiuskerk
- Walkorenmolen De Prins van Oranje
- Historische kern (Beschermd stadsgezicht)
- Vestingpark, met 19e-eeuws theekoepel: "Theehuisje" aan de Grote Gracht
- restanten van de 17e-eeuwse Aalterpoort

### Gemeentelijke- en rijksmonumenten
- Lijst van rijksmonumenten in Bredevoort
- Lijst van gemeentelijke monumenten in Bredevoort

### Landschap
Rondom Bredevoort liggen de natuurgebieden Landgoed Walfort, Slingeplas, Kloosterbos, Zwanenbroek en Grote Goor die allen deel uitmaken van het Nationaal Landschap Winterswijk.

## Evenementen

### Boekenmarkten
- Boekenmarkt op Paasmaandag;
- Internationale boekenmarkten, iedere derde zaterdag in mei en laatste zaterdag in augustus;
- Particulieren-boekenmarkt, iedere tweede zaterdag in juli;
- Kleine gespecialiseerde boekenmarkten.

### Overige
- Paperassenmarkt, tweede zaterdag in augustus
- Bredevoort Schittert
- Elfgeestentocht, laatste week van december, wandeltocht met griezelthema
- Kunstlezingen met optredens van schrijvers en dichters in het Literair Café van de Koppelkerk
- Sint Jorisconcerten, oktober t/m maart, kamermuziekconcerten in de Sint Joriskerk
- Traditionele Nieuwjaarsduik op 1 januari, locatie Slingeplas
- Zomerconcerten, tijdens zomermaanden (bij droog weer) op zondag
- Ronde van Bredevoort, begin juli, wielerevenement in twee klassen

## Zonen en dochters van Bredevoort
- Hendrickje Stoffels, huishoudster en later ook de partner van Rembrandt. Op plein 't Zand staat een standbeeld van haar.
- Wolf Mislich, kapitein en gouverneur
- Nout Wellink, topambtenaar en econoom
- André van der Ley, voetballer

## Openbaar vervoer
Vanaf station Aalten rijdt buslijn 191 (Aalten - Ruurlo) naar Bredevoort (als buurtbus op maandag t/m vrijdag tussen 8:00 en 18:00 uur en als belbus op maandag t/m vrijdag na 19:00 en in het weekend). Deze bus geeft aansluiting op stoptrein RS31 (Winterswijk - Arnhem).

## Geboren
- Hendrickje Stoffels (1626–1663), partner van Rembrandt van Rijn
- Jan Jacob Thomson (1882-1961), predikant en letterkundige

## Trivia

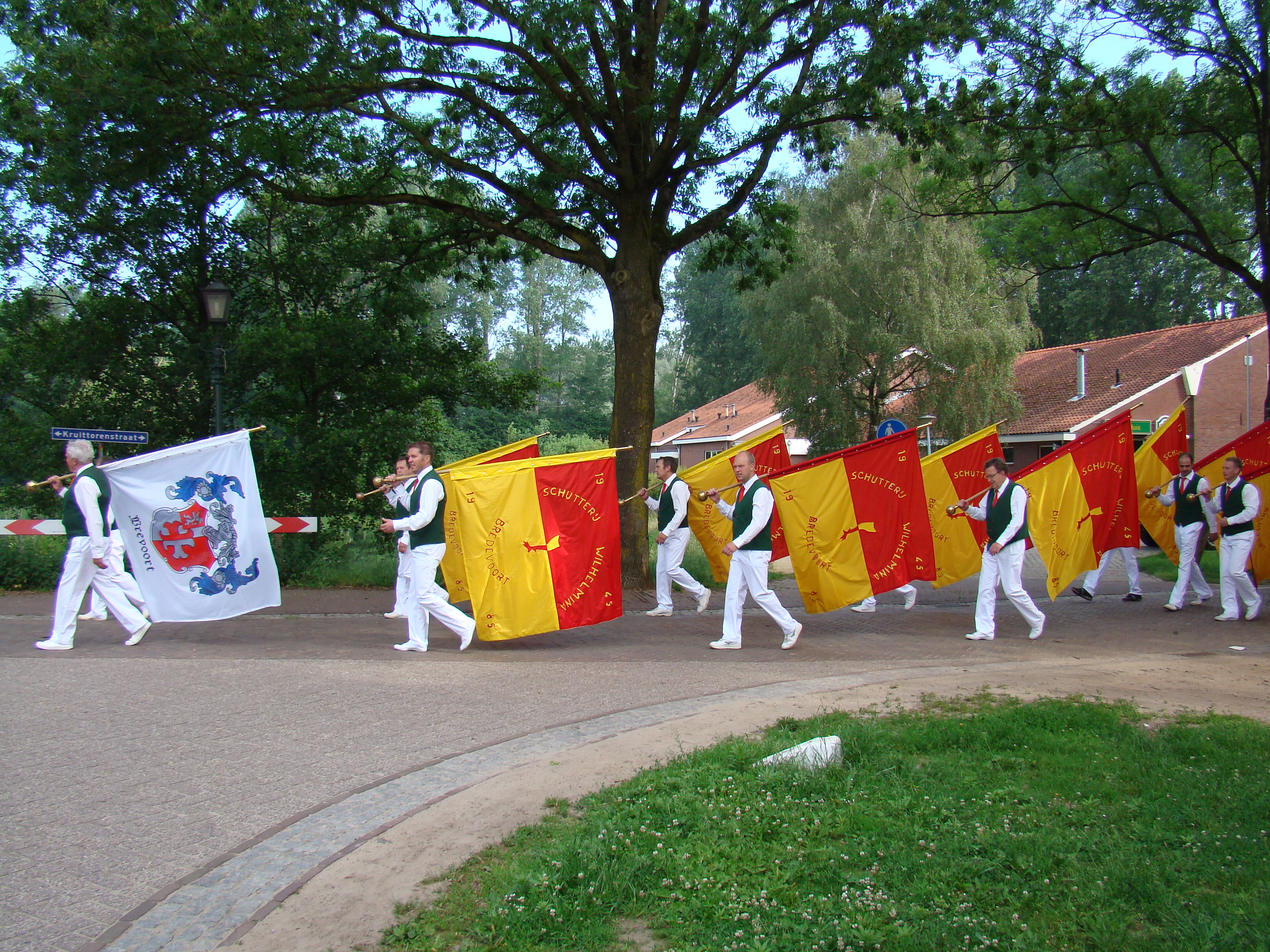
Schutterij Wilhelmina met de Bredevoortse vlaggen

- Bredevoort had een treinstation gehad aan de spoorlijn Winterswijk - Zevenaar. De bouw begon in 1884 in opdracht van de Geldersch-Overijsselsche Lokaalspoorweg-Maatschappij. In 1934 werd het station gesloten en in 1950 gesloopt. Daarnaast reed er tussen 1910 en 1953 ook een tram.[9]
- Bij Bredevoort bevindt zich een toeristisch overstappunt: een parkeerplaats waar wandel- en fietsroutes beginnen, bijvoorbeeld de Tachtigjarige Oorlog-route.
- Uit een inventarislijst uit 1635 blijkt dat er in die tijd zestien bakkerijen en tien brouwerijen waren om het garnizoen van brood en bier te voorzien.
- De luidklok van de Sint-Joriskerk wordt volgens traditie dagelijks om 8:00 uur, 12:00 uur en 21:00 uur geluid. Om 8:00 uur gingen voorheen de stadspoorten open, en om 21:00 uur weer gesloten. Etenstijd was om 12:00 uur.[10]
- Het Bredevoorts volkslied werd geschreven door Gerrit Rijks.
- Als garnizoensstad heeft Bredevoort altijd een schutterij gehad. Sinds het einde van de negentiende eeuw is dat Schutterij Wilhelmina.

## Fotogalerij

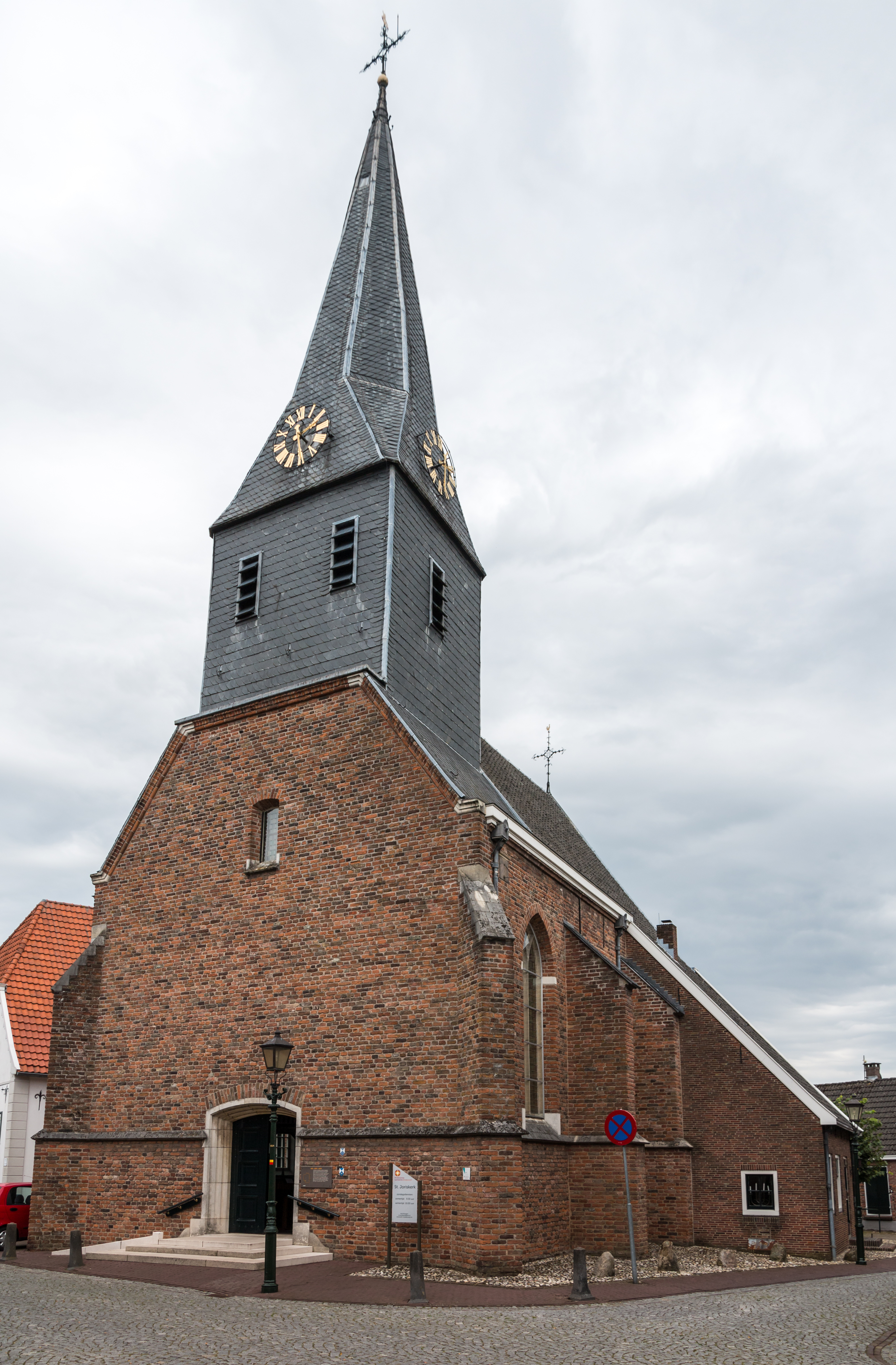
St.-Joriskerk, markt
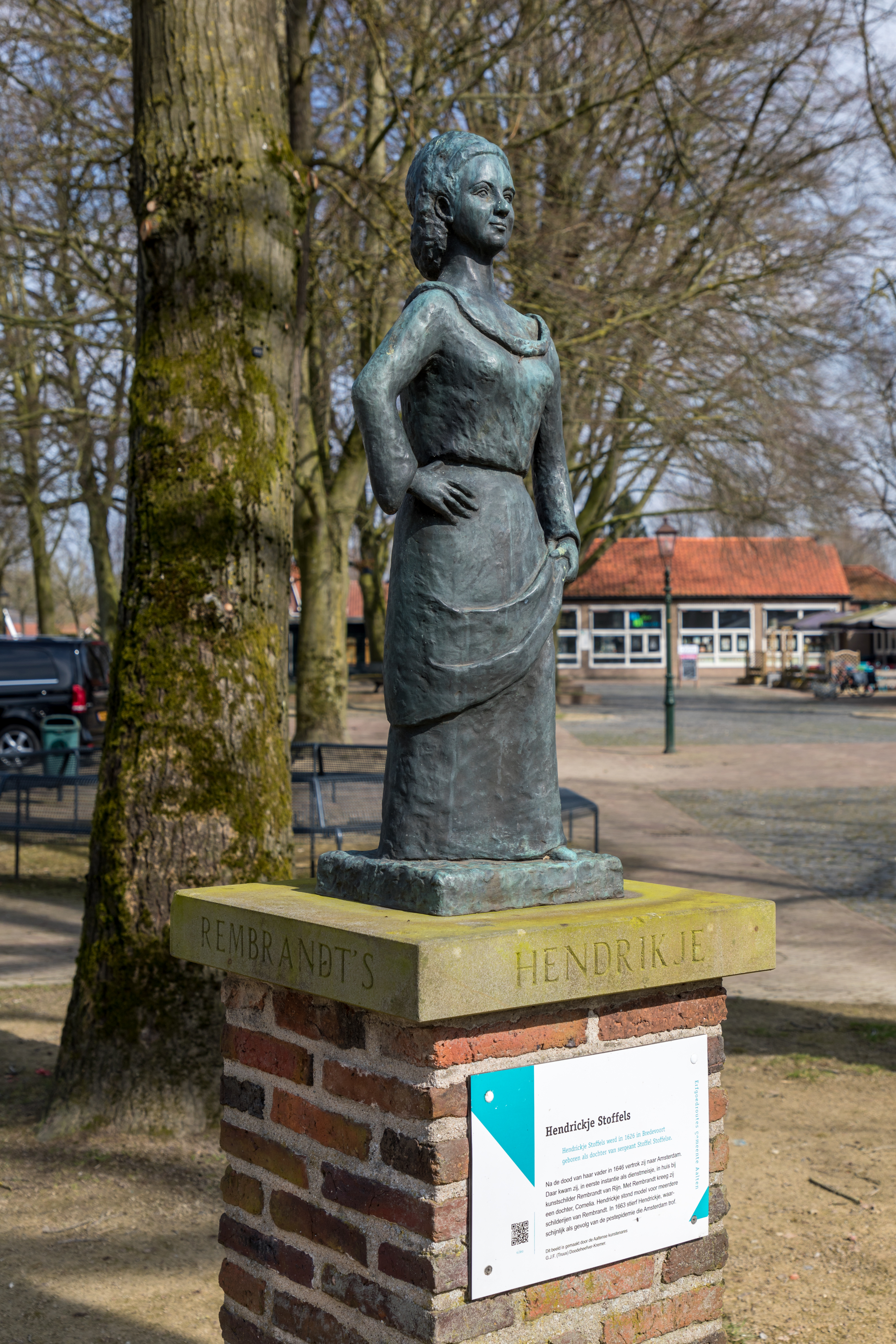
Hendrickje Stoffels
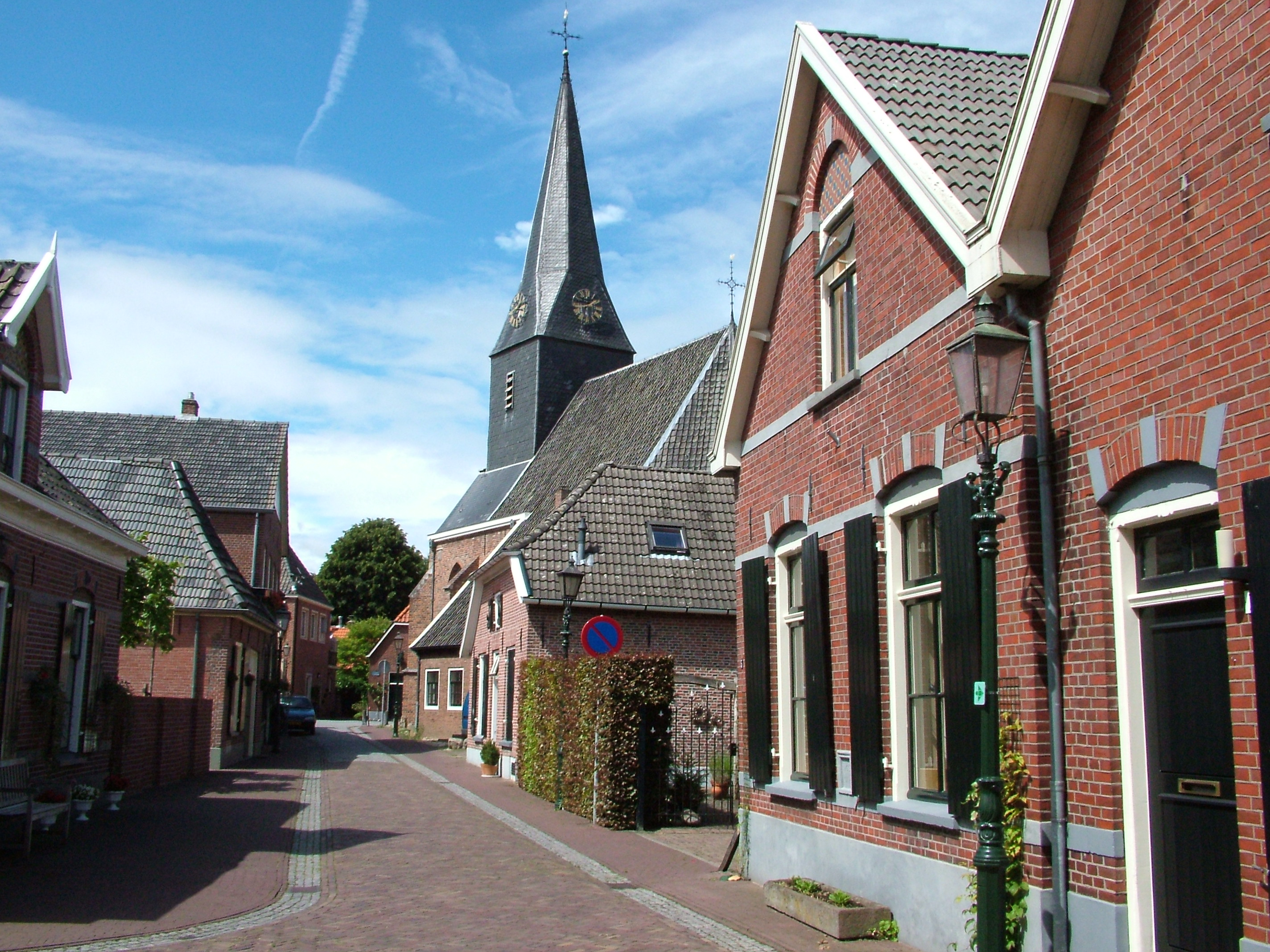
Boterstraat
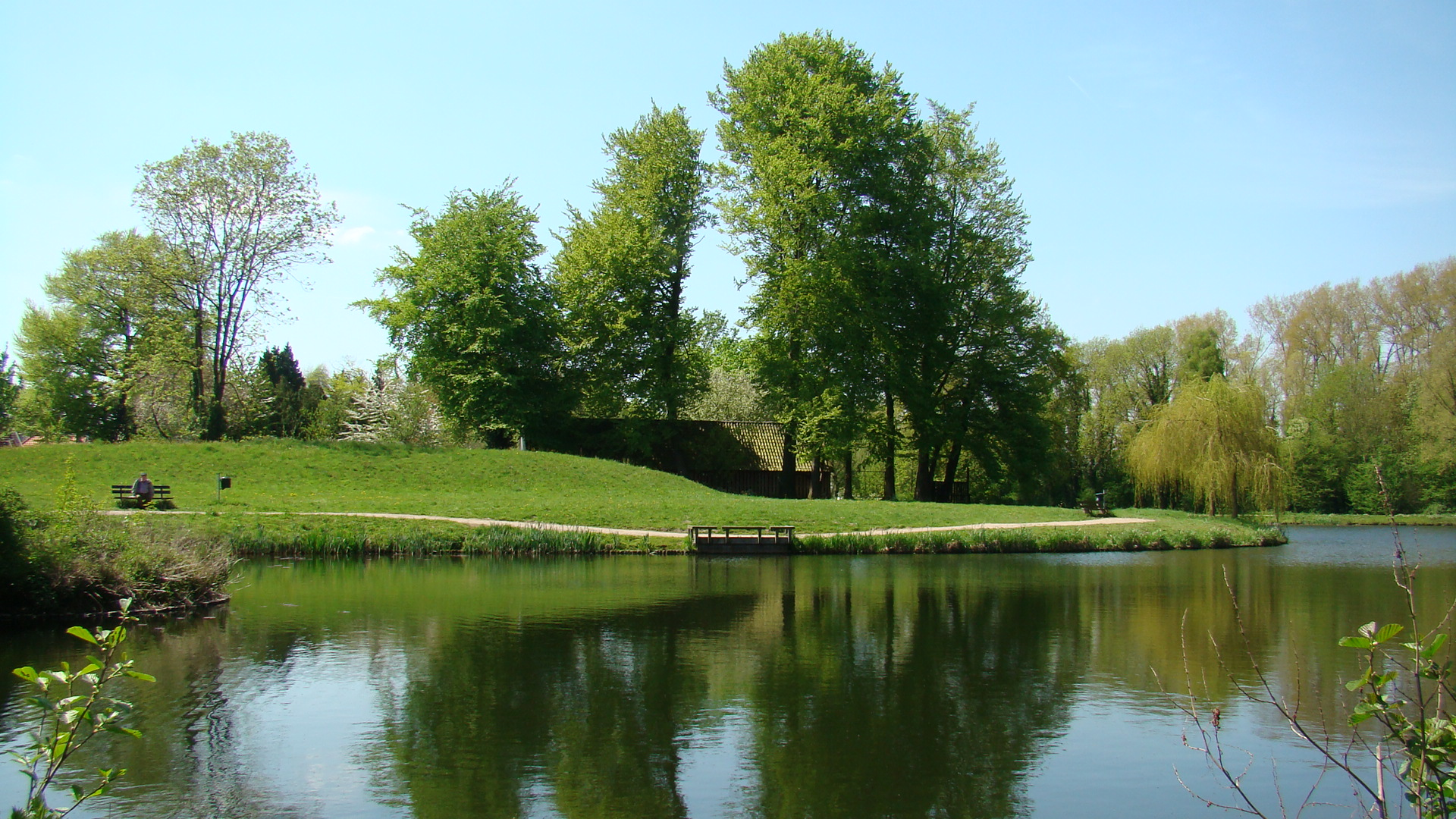
Restanten Bastion Treurniet
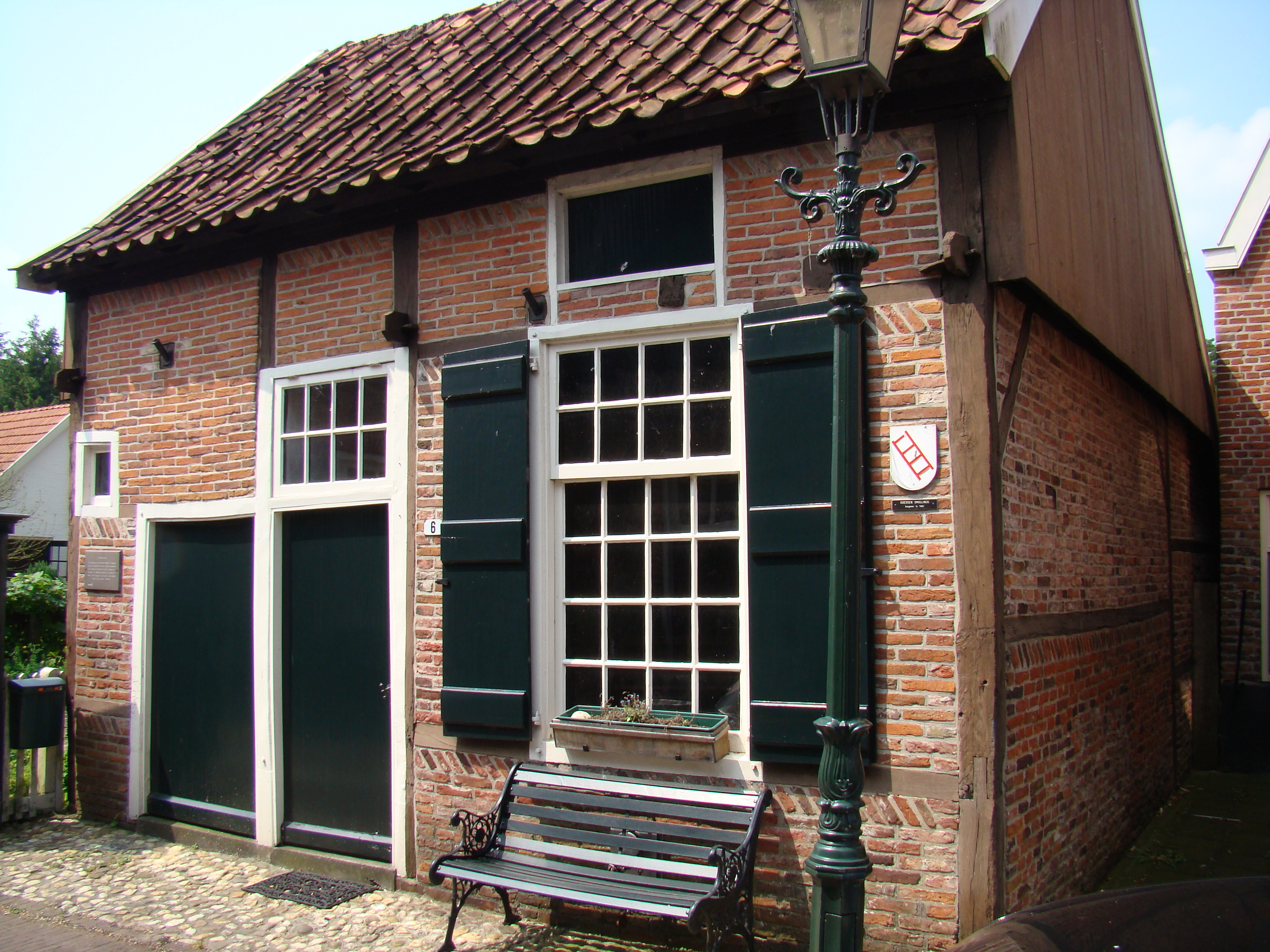
't Boerderi'jken